# Carlos Menem
Carlos Menem (Anillaco, La Rioja tartomány, 1930. július 2. – Buenos Aires, 2021. február 14.) argentin politikus, elnök (1989–1999).

## Korai évei
Teljes neve Carlos Saúl Menem Akil. Családja a XX. század elején az akkoriban még az Oszmán Birodalomhoz – innen kapta ő az „el turco“ becenevét – tartozó Szíriából települt ki Argentínába. Az állami Cordóba Egyetemen hallgatott jogot. Kampányt vezetett a politikai foglyok ügyéért és 1957-ben letartóztatták a Pedro Eugenio Aramburu generális vezette diktatúra elleni erőszakos akciókban nyújtott segítség vádjával. A katonai uralom végét követően 1973-ban La Rioja tartomány kormányzójává választották. Három évvel később újra letartóztatták, amikor Isabel Martínez de Perónt 1976-ban ismét egy katonai hunta eltávolította a hatalomból és átvette az elnöklést. 
1983 októberében, a katonai rezsim végeztével és az országnak a demokráciához való visszatérésével Menemet ismét a La Rioja tartomány kormányzójává választották. 1989-ben, amikor az ország megint egy komoly gazdasági válságtól szenvedett, Menemet az Argentin Köztársaság elnökévé választották, Raúl Alfonsín utódjaként. Emiatt kénytelen volt áttérni – mint muszlim bevándorló fiaként maga is muzulmán – a katolikus hitre, mert az akkori idők törvényei kizárólag katolikusokban jelölte meg az elnöki posztra választható polgárok körét.

## Elnöksége
Leküzdendő fő problémája az új elnöknek az ország gazdasági helyzete volt, Argentína egy hiperinflációval párosult recesszió miatt a tönkremenés előtt állt. Menem gyorsan cselekedett, egy sor neoliberális indíttatású reformot vezetett be: az állami vállalatokat privatizálta, ugyanígy a televízió adókat. Lazította a gazdaság állami szabályozási rendszerét és felszabadította a piaci árakat. Gazdasági miniszterének, Domingo Callónak hivatali idejében megszavazták a Konvertibilitás Törvényt, ez az argentin peso és az USA dollár értékét 1:1 paritáson rögzítette. Ez az árfolyam így volt rögzített egészen a 2001/2002-es argentin pénzügyi válság kezdetéig, melynek e rögzítettség az egyik előidéző tényezője volt. A törvény következményeként az állam többé nem tudta önmagát viszontfinanszírozni a pénztömeg egyszerű felduzzasztása útján, a bankóprés beindításának útját ez a törvény elállta. Ez a pozitív aspektust azonban a külföldi adósságok megnövekedése semmivé tette: Menem tízéves elnökösködése a külföldi adósság 123%-kal növekedett a kezdeti 65,3 milliárd dollár adósságösszeg 146,2 milliárd dollárra nőtt. 
Elnöki intézkedéseinek legfontosabb gazdasági haszna egy viszonylag csekély, egyszámjegyű infláció volt. A merev peso-dollár paritás, valamint a béna bankprés okozta maga pénzhiánytól generált, relatíve magas kamatláb becsábította a külföldi tőkét és ez egy a GGP jelentős növekedésére vezetett. A közszolgálatok privatizálása a víz-, villany-, gázellátás szektoraiban javította a minőséget, bár sok fogyasztó ebből kizárt maradt és más szektorok minősége egyidejűleg romlott. A vasút sínhálózatának privatizálása egy katasztrófává lett, a hálózat nagy részét teljesen felszámolták.
Elnöki politikájának súlyos következményeként, a magas belpiaci árak dollárhoz való kötöttsége az ország exportgazdaságának versenyképessége jelentősen lecsökkent, ugyanígy a belpiacra termelő feldolgozó ipar, valamint a jelentősen megnövekedett munkanélküliség. Amikor Menem a hatalmat átvette, a munkanélküliség és az alulfoglalkoztatás egy történelmi csúcson állt (8,1%, ill. 8,6%-a a gazdaságilag aktív népességnek). Ezt követte egy lassú csökkenés (6,3%, ill. 8,3% 1992 májusában), de ismét növekedett a mexikói gazdasági válság idején (Tequila-válság) míg 1995 májusában 18,4 ill. 11,3%-kal el nem érte a maximumát, hogy ezt követően 1998 októberében 12,4 ill. 13,6%-ra csökkenjenek. Elnöklése végén ezek a számok 13,8% ill. 14,3% voltak.
Más területeken is nevet szerzett magának. Így a Mercosur nevű dél-amerikai szabadkereskedelmi zóna létrejöttében való közreműködésével 1991-ben. Az Omar Carrasco újonc elleni gyilkosság által kiváltott botrány nyomán eltörölte a sorkötelezettséget. Kormányzását sok korrupciós vád kísérte (pl. a Siemens megvesztegetési botránya), bizonyított esetei vannak annak, hogy rokoni és baráti kapcsolatait gazdasági előnyökhöz juttatta. Elnöki kegyelemben részesítette mind az előző katonai diktatúra katonáit, mind a főként a hetvenes években működő guerillaszervezetek tagjait.
Rovására írják a jogi apparátus manipulálását. Hatalmának idején a kongresszus törvényével kilencre emelték a Legfelsőbb Bíróság bíráinak számát. A helyi sajtó egy része ezt "a csoda bíróságának" keresztelte el, mert úgy tartották, a kormány érdekeinek állása szerint ítélkezik. Egy másik jelző, melyet a Menemhez közel álló öt bíra kapott: " az automatikus többség", mivel a legtöbb jogvitában ez az öt bíró mindig egymással egyező szavazatot adott le.
Hatalomgyakorlása idején terrorista merényletek voltak, melyek több mint száz emberéletet követeltek: 1992-ben az izraeli követség ellen és 1994-ben az Argentínai-izraelita Egyesület (AMIA) ellen. A nyomozások eredménytelenek maradtak, egyes körök szilárdan állítják máig, hogy a bűnüldözést bizonyos kormányzati elemek akadályozták.
Menem – elnöklésének nagy népszerűsége és a Peronista Pártban koncentrálódó hatalom nagysága révén – megengedte magának azt, hogy az ellenzéki Radikális Polgári Unió (UCR) pártra, de különösen annak elnökére Raúl Alfonsinra nyomást gyakorolva kikényszerítse az un. Olivos Egyezményt. Ebben a színfalak mögötti tárgyalások keretében mindkét oldal megegyezett egy alkotmányreformban-felhívásban 1994 során, mely lehetővé tette az államelnök egy alkalommal való újraválasztását cserébe viszont lerövidítette az eredetileg hatéves elnöki felhatalmazást négy évre. Ezzel tette lehetővé Menem a saját újraválasztását a rákövetkező évben.
Második hivatalban töltött periódusában Menem mereven tartotta magát az elsőben követett gazdaságpolitikájához. Mégis ezúttal a növekvő külső adósságok, az 1998 negyedik negyedében elkezdődő gazdasági visszaesés, valamint az újabb korrupciós vádak Menemet mindinkább népszerűtlen figurává tették. Jóllehet ismét indulni akart az elnöki választásokban, mivel az alkotmánymódosítás szerinte oda vezetett, hogy második elnökösködése tulajdonképp az új alkotmány szerinti elsőnek, így megújíthatónak számít, mégis e felfogásával a bíróságon alulmaradt. Az 1999 évi elnökválasztásokat követően Menem átadta hivatalát Fernando de la Rúának, az ellenzéki Radikális Polgári Unió (UCR) párt jelöltjének, aki Eduardo Duhaldéval, a Peronista Párt jelöltjével szemben volt befutó.

## Mint exelnök
Feleségül vette a chilei Cecilia Bolocco-t, a korábbi divatmodellt (egyben 1987 Miss Universum-a) és chilei televíziós műsorvezetőt. 2001 júniusában letartóztatták az elnöksége alatt (1991 és 1996) Horvátországgal és Ecuadorral folytatott fegyverkereskedelem gyanújával és házi őrizetben tartották 2001 novemberéig. 2002 augusztusának végén állt bírái elé és valamennyi vádpontot elutasított. Később svájci bankokban vezetett számláival vádolták, melyeknek létét az exelnök nem közölte korábban és nem tudta elfogadtatni. Ebben az ügyben elítélték, de kaució fejében 2004. december 20-án szabadon engedték a börtönből.
Miután Eduardo Duhalde meghirdette a 2003. évi elnökválasztást Menem ismét elindult ezen 2003 áprilisában. Előbb elérte az egyszerű többséget a szavazatok 25%-ával, de mégsem sikerült elérnie az abszolút többséget és vele az elnöki pozíciót. A második fordulóban, májusban Néstor Kirchnerrel szemben kellett volna fellépnie, de ettől visszalépett látván, hogy a közvélemény-kutatás ellenfelének 40%-kal való fölényét mutatta. Visszalépésével automatikusan Kirchner lett az új argentin elnök.
2005. október 23-án Menem ismét indult, hazai pályán La Rioja tartományban a szenátusi választásokon és elérte a második helyezést. Első Ánge Maza lett, a tartomány kormányzója és Kirchner elnök szövetségese, személyében egy eltökélt Menem-ellenfél. A választási rendszer lehetővé tette Menemnek, hogy mégis szenátorrá legyen (mivel a legerősebb párt két posztot kap, az őt a rangsorban követő pedig egyet). Így hat évvel elnöksége befejeztét követően Menem ismét hivatalhoz jutott. Egyes elemzők azonban azt a tényt, hogy nem érte el hazai pályán a többséget, mint annak jelét, hogy Menem veszített politikai jelentőségéből.

## Fordítás
- Ez a szócikk részben vagy egészben  a   Carlos Menem című német Wikipédia-szócikk fordításán alapul.  Az eredeti cikk szerkesztőit annak laptörténete sorolja fel. Ez a jelzés csupán a megfogalmazás eredetét és a szerzői jogokat jelzi, nem szolgál a cikkben szereplő információk forrásmegjelöléseként.